# Stow-on-the-Wold
Stow-on-the-Wold is een marktstadje en civil parish met 2.042 inwoners (2011) in het Engelse graafschap Gloucestershire. Het stadje ligt op een heuvel in het noorden van de Cotswolds, op een kruispunt van historische handelswegen, waaronder de Romeinse Fosse Way.
Stow-on-the-Wold heette aanvankelijk Stow St. Edwards of Edwardstow, naar Eduard de Martelaar, de patroonheilige van de stad. Het kreeg in 1107 marktrechten van Hendrik I van Engeland en was sinds de Middeleeuwen een centrum van wol- en schapenhandel. Tegenwoordig is het bekend om zijn jaarlijkse paardenmarkt en wordt het veel bezocht door toeristen, die op het pittoreske stadsbeeld en de vele antiekzaken afkomen.   
Het marktkruis op het grote marktplein herinnert aan de slag bij Stow-on-the-Wold van 1646, waarbij de roundheads de royalisten versloegen. 